# Markaryd
Markaryd – miejscowość (tätort) w Szwecji, w regionie administracyjnym (län) Kronoberg, siedziba gminy Markaryd.
Według danych Szwedzkiego Urzędu Statystycznego liczba ludności wyniosła: 4664 (31 grudnia 2015), 4971 (31 grudnia 2018) i 5059 (31 grudnia 2019).